# لیساکوف

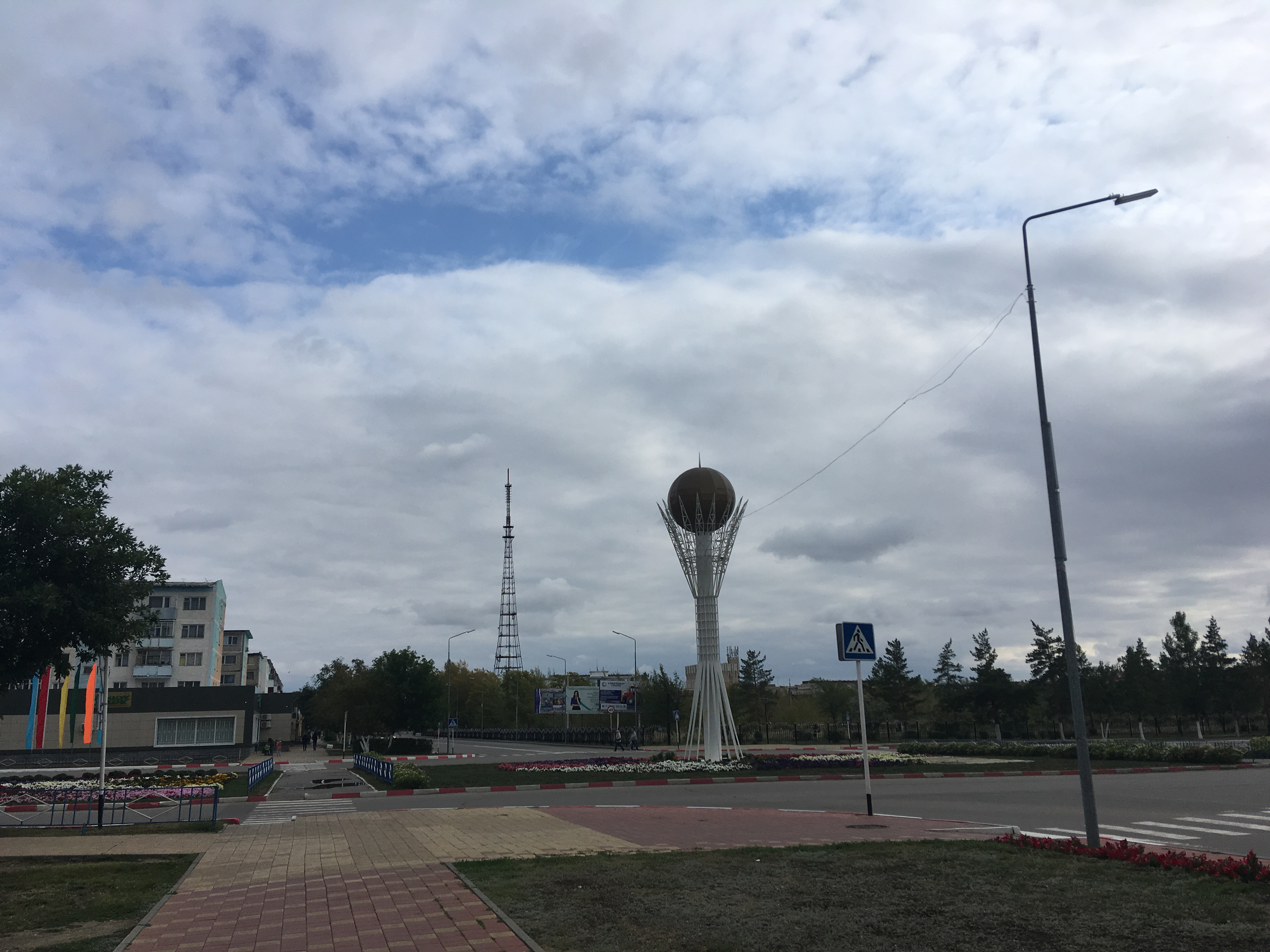
نمایی از منطقهٔ مسکونی لیساکوفسک در قوستانای، قزاقستان - ۲۰۲۰

لیساکوف (قزاقی: Лисаков، ليساكوۆ) یا لیساکوفسک (قزاقی: Лисаковск، ليساكوۆسك)(به روسی: Лисаковск) یک منطقهٔ مسکونی در قزاقستان است که در استان قوستانای واقع شده‌است. لیساکوفسک ۳۶۶۲۲ نفر جمعیت دارد.